# خط آسترام
خط آسترام (انگلیسی: Astram Line) یک خط قطار شهری در شهر هیروشیما، ژاپن است.
این مترو که در سال ۱۹۹۴ تأسیس شده، دارای ۲۲ ایستگاه و ۱۸.۴ کیلومتر طول می‌باشد.